# Malapterúrids

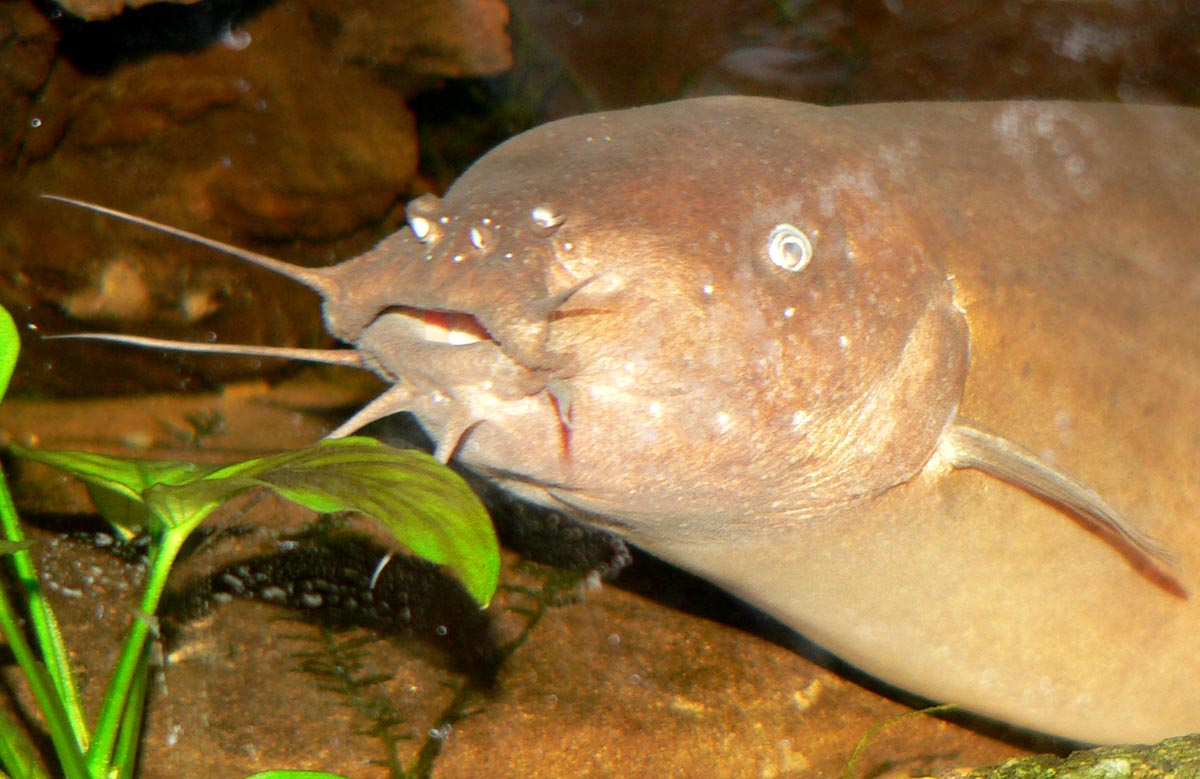
Malapterurus electricus

La família dels malapterúrids (Malapteruridae) és constituïda per peixos d'aigua dolça actinopterigis de l'ordre dels siluriformes.

## Morfologia
- N'hi ha espècies que poden assolir els 100 cm de llargària total i els 20 kg de pes, tot i que la major part dels malapterúrids no depassen els 30 cm.
- Absència de l'aleta dorsal.[1]
- Tenen una aleta adiposa a prop de l'aleta caudal.[2]
- 3 parells de barbes sensorials.[3]

## Distribució geogràfica
Es troba a l'Àfrica de clima tropical i al riu Nil.

## Observacions
Són capaços de generar fortes descàrregues elèctriques de fins a 350 volts.

## Gèneres
- Malapterurus (Lacépède, 1803)[4]
- Paradoxoglanis (Norris, 2002)[5][6][7]